# زبان‌های رومی غربی
زبان‌های رومی غربی (به انگلیسی: Western Romance languages) یا گالی-ایبریایی از شاخه‌های خانواده زبان‌های ایتالی غربی است که خود به دو شاخه دیگر تقسیم می‌شود.
- شاخه زبان‌های ایبریایی رومی
  - زبان پرتغالی
  - زبان اسپانیایی
- شاخه زبان‌های گالی-رومی
  - زبان فرانسوی
  - زبان آرپیتان
  - زبان اکسیتان
  - زبان کاتالان
  - زبان رتی-رومانی